# 蒙托尔法诺
蒙托尔法诺（義大利語：Montorfano），是意大利科莫省的一个市镇。总面积3.53平方公里，人口2692人，人口密度762.6人/平方公里（2009年）。ISTAT代码为013157。